# Idaea montana
Idaea montana är en fjärilsart som beskrevs av Eugen Wehrli 1926. Idaea montana ingår i släktet Idaea och familjen mätare. Inga underarter finns listade i Catalogue of Life.